# Huparlac
Huparlac est une commune française, située dans le département de l'Aveyron en région Occitanie.

## Géographie

### Généralités
Dans le quart nord-est du département de l'Aveyron, en Viadène, la commune d'Hupalac s'étend sur 24,70 km2. Elle est arrosée de l'est au sud-ouest sur plus de dix kilomètres par le Selvet, un sous-affluent du Lot. À l'est, un petit sous-affluent du Selvet, le ruisseau d'Auriac sert de limite communale avec Cassuéjouls sur environ 800 mètres.
L'altitude minimale, 659 mètres, se trouve à l'extrême sud-ouest, là où le Selvet quitte la commune et entre sur celle de Saint-Amans-des-Cots. L'altitude maximale avec 952 mètres est localisée au sud-est, au sud du lieu-dit le Baux, en limite de la commune de Soulages-Bonneval.
À l'intersection des routes départementales 34, 70, 138 et 504, le bourg d'Huparlac est situé, en distances orthodromiques, huit kilomètres au nord-ouest de Laguiole.

### Communes limitrophes
Huparlac est limitrophe de cinq autres communes, dont la commune nouvelle d'Argences en Aubrac, composée notamment des communes déléguées de Graissac et La Terrisse dont les territoires sont limitrophes d'Huparlac.
À l'est, son territoire est distant de moins de 600 mètres de celui de Laguiole.
| Saint-Symphorien-de-Thénières |          | Argences en Aubrac |
|                               | Huparlac | Cassuéjouls        |
| Saint-Amans-des-Cots          |          | Soulages-Bonneval  |

### Climat
Pour des articles plus généraux, voir Climat de l'Occitanie et Climat de l'Aveyron.
En 2010, le climat de la commune est de type climat de montagne, selon une étude s'appuyant sur une série de données couvrant la période 1971-2000. En 2020, Météo-France publie une typologie des climats de la France métropolitaine dans laquelle la commune est exposée à un climat de montagne et est dans la région climatique Sud-est du Massif Central, caractérisée par une pluviométrie annuelle de 1 000 à 1 500 mm, minimale en été, maximale en automne.
Pour la période 1971-2000, la température annuelle moyenne est de 9,3 °C, avec une amplitude thermique annuelle de 15,2 °C. Le cumul annuel moyen de précipitations est de 1 188 mm, avec 12,3 jours de précipitations en janvier et 7,4 jours en juillet. Pour la période 1991-2020, la température moyenne annuelle observée sur la station météorologique la plus proche, située sur la commune de Laguiole à 8 km à vol d'oiseau, est de 8,9 °C et le cumul annuel moyen de précipitations est de 1 441,2 mm,. Pour l'avenir, les paramètres climatiques de la commune estimés pour 2050 selon différents scénarios d'émission de gaz à effet de serre sont consultables sur un site dédié publié par Météo-France en novembre 2022.

## Urbanisme

### Typologie
Au 1er janvier 2024, Huparlac est catégorisée commune rurale à habitat très dispersé, selon la nouvelle grille communale de densité à 7 niveaux définie par l'Insee en 2022.
Elle est située hors unité urbaine et hors attraction des villes,.

### Voies de communication et transports
- Lignes de bus Huparlac - Espalion - Rodez : cf. pôle multimodal de Rodez.
- Aéroport de Rodez-Marcillac, principale plate-forme aéroportuaire du Massif central (80 km).
- Gare de Rodez (65 km).

## Toponymie
Dans la toponymie du Sud de la France, la présence de la terminaison -(i)ac (issue du gaulois -acon, latinisé en -acum) révèle la plupart du temps l'existence d'une villa gallo-romaine (cf. à Agnac la définition précise du mot latin villa). C'est sans doute le cas ici, mais la seule forme ancienne certaine du nom qui soit parvenue (Uparlac) n'offre aucun indice quant à l'identité du propriétaire.
Cependant, le nom d'Huparlac peut être rapproché de celui d'Huplergues, dont la terminaison -ergues ou -argues (fréquent en Rouergue, dans l'Hérault et dans le Gard) et issu du suffixe latin -anicis. Huplergues est situé dans une commune voisine, à environ sept kilomètres d’Huparlac. Ces deux lieux ne se confondent donc pas (contrairement à ce qui est écrit dans Les noms de lieux de l'Aveyron de Jean-Marie Cassagne et Mariola Korsak) mais ces toponymes ont peut-être la même origine, désignant des villae gallo-romaines ou wisigothes appartenant à des propriétaires homonymes. Huplergues est cité dans le cartulaire médiéval sous les divers noms de Lublangi, Lublargas, Lubilangis ou Lubillanicis[réf. nécessaire].
On pourrait donc imaginer[Quoi ?] qu'on a affaire à un anthroponyme wisigothique latinisé du type Lu-billns[réf. nécessaire] ; au fil des siècles, le « L » initial, finissant par être compris comme un article, aurait disparu.

## Histoire
En 1223, Déodat d'Estaing prêta hommage au comte de Rodez pour son château d'Authun. Le château de Cocural dépendait des seigneurs de Tenières. Huparlac fut un important nœud routier à la fin du XVIIIe siècle.
Huparlac absorbe en 1833 une partie de l'ancienne commune d'Authun.

## Politique et administration

### Liste des maires

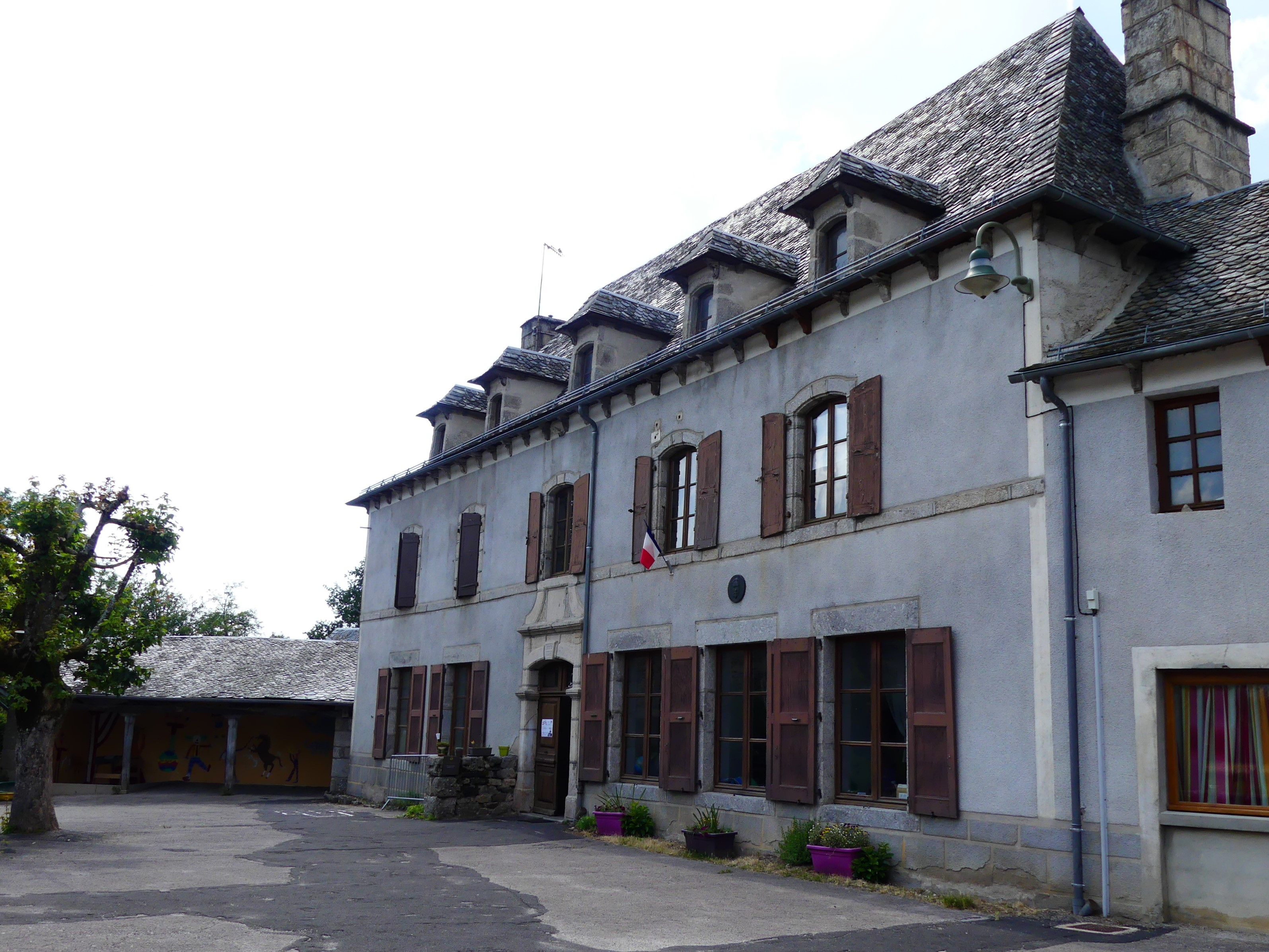
La mairie en 2017.

| Période   | Période  | Identité              | Étiquette | Qualité              |
| --------- | -------- | --------------------- | --------- | -------------------- |
| mars 2001 | ?        | Jean-Louis Chayrigues | DVD       | Agriculteur retraité |
| mars 2014 | mai 2020 | Jean Chayrigues       |           | Retraité agricole    |
| mai 2020  | En cours | Christian Laborie,    |           | Artisan              |

### Réalisations
- Mise en service du très haut débit internet grâce à la technologie WIMAX en mars 2009. Antenne WIMAX située sur la chapelle du Roc, surplombant ainsi le village. Ce relais rayonne à environ 10 km autour du point d'émission, il permet une connexion haut débit par un contrat à un opérateur internet et participe donc au désenclavement de cette petite commune rurale ; la solution idéale viendra plus tard, par connexion de la fibre optique et l'amélioration de réseaux filaires de télécommunication.
- Télévision numérique terrestre depuis janvier 2010.
- Réalisation d'une zone artisanale pour accueillir tous types de projets d'installation artisanale ou industrielle.

## Population et société

### Démographie
L'évolution du nombre d'habitants est connue à travers les recensements de la population effectués dans la commune depuis 1793. Pour les communes de moins de 10 000 habitants, une enquête de recensement portant sur toute la population est réalisée tous les cinq ans, les populations de référence des années intermédiaires étant quant à elles estimées par interpolation ou extrapolation. Pour la commune, le premier recensement exhaustif entrant dans le cadre du nouveau dispositif a été réalisé en 2006.

En 2022, la commune comptait 252 habitants, en évolution de −1,56 % par rapport à 2016 (Aveyron : +0,37 %, France hors Mayotte : +2,11 %).
| 1793 | 1800 | 1806 | 1821 | 1831 | 1836 | 1841 | 1846 | 1851 |
| ---- | ---- | ---- | ---- | ---- | ---- | ---- | ---- | ---- |
| 700  | 564  | 725  | 460  | 498  | 690  | 720  | 718  | 800  |

| 1856 | 1861 | 1866 | 1872 | 1876 | 1881 | 1886 | 1891 | 1896 |
| ---- | ---- | ---- | ---- | ---- | ---- | ---- | ---- | ---- |
| 715  | 770  | 725  | 677  | 607  | 576  | 566  | 549  | 518  |

| 1901 | 1906 | 1911 | 1921 | 1926 | 1931 | 1936 | 1946 | 1954 |
| ---- | ---- | ---- | ---- | ---- | ---- | ---- | ---- | ---- |
| 474  | 515  | 577  | 541  | 528  | 531  | 494  | 520  | 431  |

| 1962 | 1968 | 1975 | 1982 | 1990 | 1999 | 2006 | 2011 | 2016 |
| ---- | ---- | ---- | ---- | ---- | ---- | ---- | ---- | ---- |
| 397  | 389  | 350  | 324  | 277  | 237  | 244  | 247  | 256  |

| 2021 | 2022 | - | - | - | - | - | - | - |
| ---- | ---- | - | - | - | - | - | - | - |
| 257  | 252  | - | - | - | - | - | - | - |

Après une forte baisse de la population entre 1968 et 1999, il semblerait qu'Huparlac gagne quelques habitants depuis les années 2000. Ceci peut s'expliquer d'une part, par l'augmentation du nombre d'habitants sur l'ensemble du département mais aussi d'une position géographique idéale ainsi que d'une offre de services diversifiés permettant un bon cadre de vie. Ainsi, le développement d'une partie est du village voit le jour avec notamment la construction de plusieurs habitations et la réfection de voiries.

### Manifestations culturelles et festivités
En collaboration avec le conseil municipal, le Comité des jeunes d'Huparlac regroupe les jeunes habitants, organise les fêtes, soirées ou bals, et est chargé du déroulement de la fête du village, au mois de juin.

### Sports

#### Quilles de huit
Le sport de quilles de huit est une évolution des anciens jeux à 9 quilles. C'est dans la région d'Espalion en Aveyron que les joueurs avaient pris l'habitude de « prendre quille », c’est-à-dire de prendre une des neuf quilles debout pour la frapper avec la boule. Aujourd'hui, les quilles de huit sont la deuxième discipline sportive en Aveyron après le football et comptent près de 4 500 licenciés en France.
Huparlac a dominé la catégorie reine des quilles de huit durant une grande partie de la décennie des années 1990. Avec Hervé et Jérome Valenq, puis Daniel Alaux et les frères Duranton (Gilles et Didier), Huparlac a remporté de multiples championnats de France excellence et plusieurs championnats d'Aveyron. Les joueurs d'Huparlac sont détenteurs du record du championnat de France par équipes avec 1 292 quilles.

## Économie

### Revenus
En 2018  (données Insee publiées en septembre 2021), la commune compte 112 ménages fiscaux, regroupant 237 personnes. La médiane du revenu disponible par unité de consommation est de 19 170 € (20 640 € dans le département).

### Emploi
| Division       | 2008  | 2013  | 2018  |
| -------------- | ----- | ----- | ----- |
| Commune        | 1,3 % | 4,1 % | 3,4 % |
| Département    | 5,4 % | 7,1 % | 7,1 % |
| France entière | 8,3 % | 10 %  | 10 %  |

En 2018, la population âgée de 15 à 64 ans s'élève à 154 personnes, parmi lesquelles on compte 81,2 % d'actifs (77,9 % ayant un emploi et 3,4 % de chômeurs) et 18,8 % d'inactifs,. Depuis 2008, le taux de chômage communal (au sens du recensement) des 15-64 ans est inférieur à celui de la France et du département.
La commune est hors attraction des villes,. Elle compte 91 emplois en 2018, contre 73 en 2013 et 92 en 2008. Le nombre d'actifs ayant un emploi résidant dans la commune est de 128, soit un indicateur de concentration d'emploi de 70,6 % et un taux d'activité parmi les 15 ans ou plus de 59,2 %.
Sur ces 128 actifs de 15 ans ou plus ayant un emploi, 61 travaillent dans la commune, soit 48 % des habitants. Pour se rendre au travail, 68,5 % des habitants utilisent un véhicule personnel ou de fonction à quatre roues, 12,9 % s'y rendent en deux-roues, à vélo ou à pied et 18,5 % n'ont pas besoin de transport (travail au domicile).

### Activités hors agriculture

#### Secteurs d'activités
27 établissements sont implantés  à Huparlac au 31 décembre 2019. Le tableau ci-dessous en détaille le nombre par secteur d'activité et compare les ratios avec ceux du département,.
Le secteur de l'industrie manufacturière, des industries extractives et autres est prépondérant sur la commune puisqu'il représente 51,9 % du nombre total d'établissements de la commune (14 sur les 27 entreprises implantées  à Huparlac), contre 17,7 % au niveau départemental.

#### Entreprises
L'économie de la commune est liée au tourisme. L'expansion économique de Rodez depuis les années 2000, permet grâce à son aéroport international l'arrivée de nombreux touristes du nord et de l'est de l'Europe, améliorant ainsi l'économie du village. En effet, de nombreux touristes y ont leur résidence secondaire.

### Agriculture
La commune est dans l'Aubrac, une petite région agricole occupant le nord du département de l'Aveyron. En 2020, l'orientation technico-économique de l'agriculture  sur la commune est l'élevage de bovins, pour la viande.
|               | 1988  | 2000  | 2010  | 2020  |
| ------------- | ----- | ----- | ----- | ----- |
| Exploitations | 47    | 37    | 36    | 33    |
| SAU (ha)      | 2 710 | 3 488 | 3 701 | 3 350 |

Le nombre d'exploitations agricoles en activité et ayant leur siège dans la commune est passé de 47 lors du recensement agricole de 1988  à 37 en 2000 puis à 36 en 2010 et enfin à 33 en 2020, soit une baisse de 30 % en 32 ans. Le même mouvement est observé à l'échelle du département qui a perdu pendant cette période 51 % de ses exploitations,. La surface agricole utilisée sur la commune a quant à elle augmenté, passant de 2 710 ha en 1988 à 3 350 ha en 2020. Parallèlement la surface agricole utilisée moyenne par exploitation a augmenté, passant de 58 à 102 ha.

## Culture locale et patrimoine

### Lieux et monuments
- Église Saint-Jean-Baptiste située à l'entrée sud du village. Construite au XIXe siècle, elle a un clocher-porche surmonté d'une flèche, et une tourelle circulaire.
- Chapelle de Cocural : statues du XVIIIe siècle
- Croix ornées du XVIe siècle à Authun et à Cocural.
- La chapelle Notre-Dame du Roc de Huparlac posée sur un promontoire basaltique formé d'orgues, domine le village à la sortie de celui-ci. Elle fut construite en 1864 sur des fonds personnels.
- Les ruines du château de Cocural (XIVe siècle), maisons des XVIIIe et XIXe siècles.
- Le château d'Huparlac, privé.

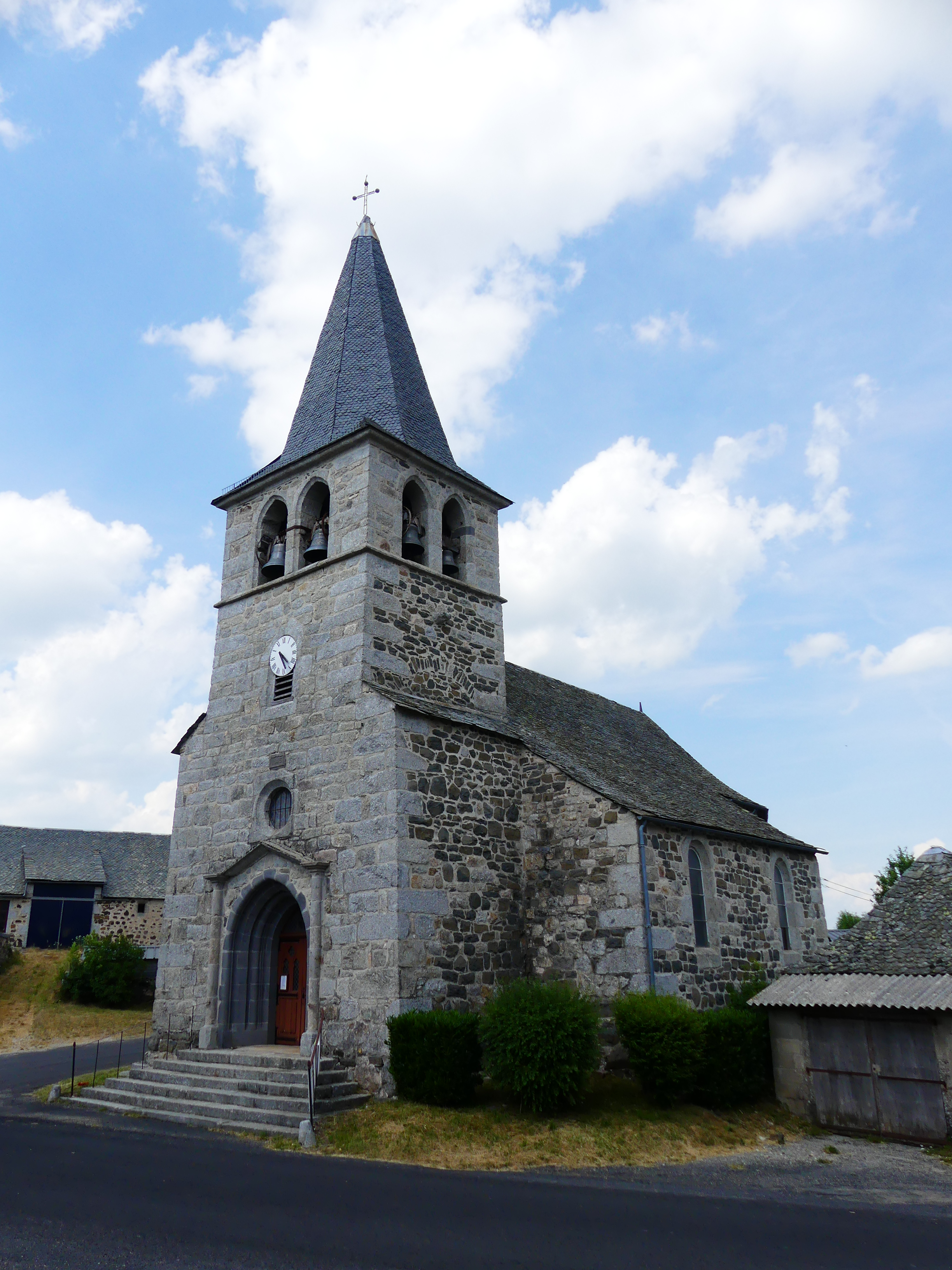
L'église Saint-Jean-Baptiste.
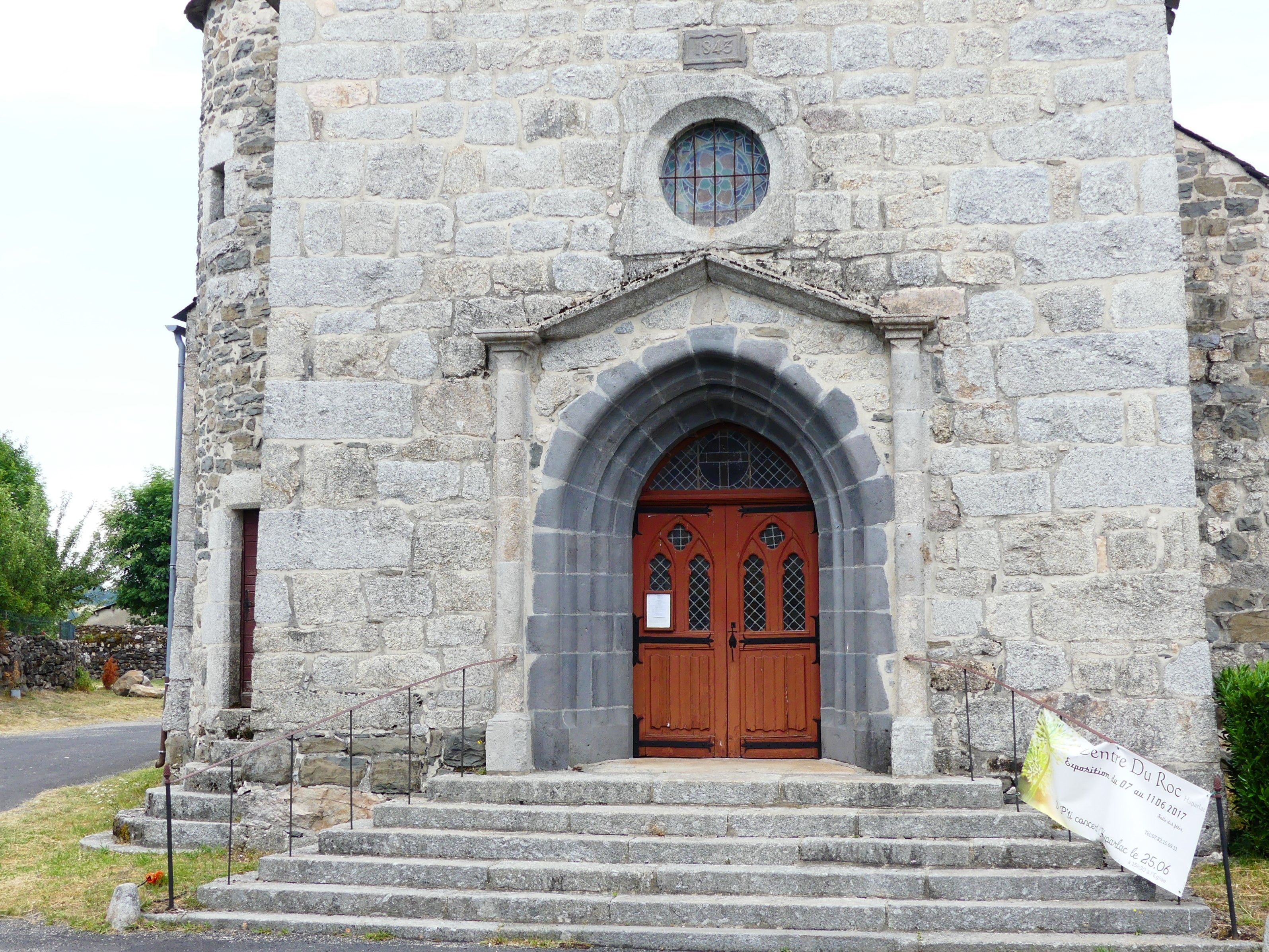
Son portail.
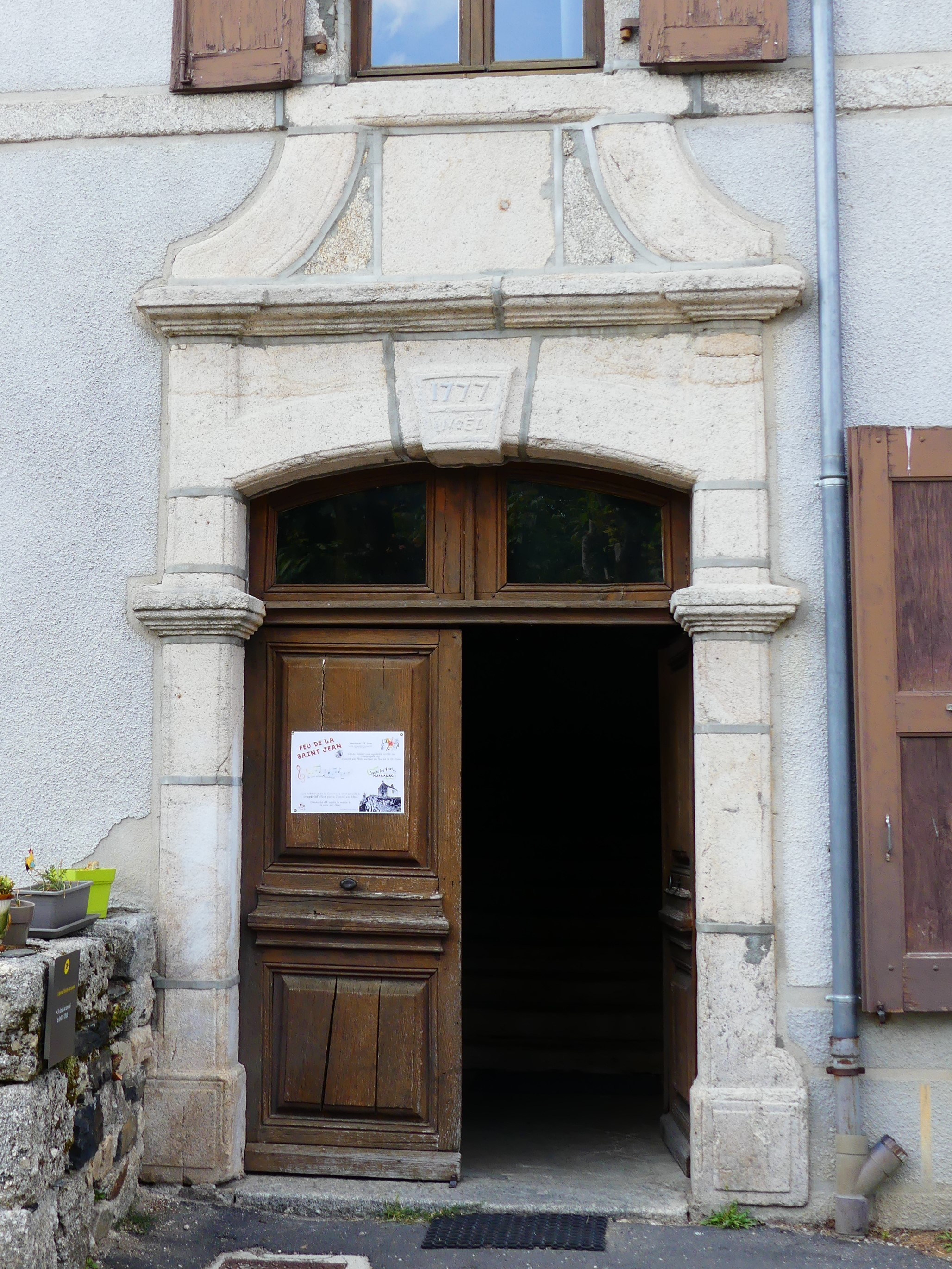
La porte de la mairie.